# Història comparativa
La història comparativa és una branca de la història que busca semblances i diferències entre dues civilitzacions en la mateixa època o bé en el mateix estadi evolutiu en diferents períodes, de manera que es trobi allò general al procés històric i allò particular de cada cultura. Va sorgir com a aproximació a la història a partir de la Il·lustració, moment que afirmava que cada poble tenia un moment en què deixava l'irracionalisme i passava a ser governat per la raó i la mdoernitat, d'aquí l'interès per veure en quin estadi es trobava cada civilització. Els mètodes han estat criticats quan es pressuposa un mateix esquema per a tots els pobles, en canvi han tingut més èxit les històries comparatives particulars, per exemple dels sistemes militars o econòmics.